# Brasil Tennis Cup 2015
Il Brasil Tennis Cup 2015 è stato un torneo di tennis giocato sulla terra rossa. È stata la 3ª edizione del torneo che fa parte della categoria International nell'ambito del WTA Tour 2015. Si è giocato a Florianópolis in Brasile dal 27 luglio al 2 agosto 2015.

## Partecipanti

### Teste di serie
| Giocatrice  | Nazionalità           | Ranking* | Testa di serie |
| ----------- | --------------------- | -------- | -------------- |
| Germania    | Tatjana Maria         | 64       | 1              |
| Croazia     | Ajla Tomljanović      | 69       | 2              |
| Germania    | Annika Beck           | 77       | 3              |
| Brasile     | Teliana Pereira       | 80       | 4              |
| Stati Uniti | Bethanie Mattek-Sands | 115      | 5              |
| Stati Uniti | Louisa Chirico        | 128      | 6              |
| Germania    | Laura Siegemund       | 130      | 7              |
| Polonia     | Paula Kania           | 136      | 8              |

* Ranking al 20 luglio 2015

### Altre partecipanti
Giocatrici che hanno ricevuto una Wild card:
- Carolina Alves
- Maria Fernanda Alves
- Luisa Stefani

Giocatrici passate dalle qualificazioni:

- Cindy Burger
- Susanne Celik
- Andrea Gámiz
- Quirine Lemoine
- Anastasija Pivovarova
- Laura Pous Tió

## Campionesse

### Singolare
Teliana Pereira ha sconfitto in finale  Annika Beck con il punteggio di 6-4, 4-6, 6-1.
- È il secondo titolo in carriera e in stagione per la Pereira.

### Doppio
Annika Beck /  Laura Siegemund hanno sconfitto  María Irigoyen /  Paula Kania per 6-3, 7-6(1).